# Manorina
Manorina is een geslacht van zangvogels uit de familie honingeters (Meliphagidae).

## Soorten
Het geslacht kent de volgende soorten:
- Manorina flavigula – Witstuithoningeter
- Manorina melanocephala – Tuinhoningeter
- Manorina melanophrys – Belhoningeter
- Manorina melanotis – Zwartoorhoningeter